# اودیس آلیسون
اودیس آلیسون (انگلیسی: Odis Allison؛ زادهٔ ۲ اکتبر ۱۹۴۹) بازیکن بسکتبال اهل ایالات متحده آمریکا است.
از باشگاه‌هایی که در آن بازی کرده‌است می‌توان به گلدن استیت واریرز اشاره کرد.